# Brie de Provins
Pour les articles homonymes, voir Brie.
« Fromaiges de Brye »
 (du XVIe au XVIIIe siècle)

Camembert Provinois
(années 1950)

En 1979, le brie de Provins est créé et la marque du même nom est déposée. En 2010, à l’occasion de son retour à une fabrication traditionnelle, le brie de Provins est présenté au Salon du Fromage et des produits laitiers à Paris.

## Situation géographique
La Brie possède une tradition fromagère forte. La basse Brie n’échappe pas à cette règle : au cours des siècles, plusieurs fromages principalement de type brie ont été produits dans la proche région de Provins, dans l’actuel département de Seine-et-Marne (région Île-de-France).
Le Provinois est un regroupement administratif de trente communes, de création récente, qui désigne Provins et sa proche région. Géographiquement parlant, il se confond avec une partie de la basse Brie, tandis que d'un point de vue historique, il s'étend sur une partie de la Brie champenoise, dont Meaux était la capitale.